# Polygala gracilipes
Polygala gracilipes är en jungfrulinsväxtart som beskrevs av William Henry Harvey. Polygala gracilipes ingår i släktet jungfrulinssläktet, och familjen jungfrulinsväxter. Inga underarter finns listade i Catalogue of Life.